# Farben Lehre
Farben Lehre (Фа́рбен Лє́ре) — польський панк-гурт, що виник 1986 року з ініціативи Войцеха Войди та Марека Кнапа. Назву було взято з поеми Юліана Тувіма «Польські квіти», де один з розділів називається FarbenLehre.

## Учасники
Теперішні
- Войцех Войда – спів, тексти (з 1986)
- Конрад Войда – спів, гітара (із січня 1999)
- Філіп Ґродзіцький – спів, бас-гітара (з квітня 1999)
- Адам Міколаєвський – перкусія (10.1991—12.1998, а також із 09.2002)

Колишні
- Марек Кнап - перкусія (1986/87)
- Пйотр Кокощинський - бас-гітара, спів (1986/98)
- Павел Новак - акустична гітара, спів (1986/87)
- Пйотр Бартусь - перкусія (1987/88)
- Боґдан Павловський - клавішні, спів (1987/89)
- Кшиштоф Сєчковський - перкусія (1988/91)
- Боґдан Кіцінський - гітара, спів (1989/98)
- Ірек Буковський - бас-гітара (1990)
- Павел Малецький - гітара, спів (1993/95)
- Яцек Трафни - перкусія (1999/2002)
- Роберт Хабовський - гітара, спів (1986/93, а також 2002/04)

## Дискографія
Альбоми
- 1991 - Bez pokory
- 1993 - My maszyny
- 1994 - Samo życie (наживо)
- 1995 - Nierealne ogniska
- 1995 - Insekty
- 1996 - Zdrada
- 1996 - Garażówka
- 2001 - Atomowe zabawki
- 2001 - Wiecznie młodzi (альбом видано з нагоди 15-ліття гурту)
- 2003 - Bez pokory / My maszyny (компіляція)
- 2003 - Pozytywka
- 2004 - Insekty / Zdrada (компіляція)
- 2005 - Farbenheit
- 2006 - Farben Lehre (альбом видано з нагоди 20-ліття гурту)
- 2008 - Snukraina
- 2008 - Przystanek Woodstock 2006 (DVD)
- 2009 - PRlive - Wrocław 2008 (DVD)
- 2009 - Ferajna
- 2011 - Best of the best
- 2012 - Achtung 2012

Синґли
- Matura 2000 (квітень 2000)
- Piosenka leniwych słoni (серпень 2000)
- Wiecznie młodzi (березень 2001)
- A u mnie siup (травень 2001)
- Pozytywka (квітень 2003)
- Matura 2003 (травень 2003)
- Niepiosenka (серпень 2003)
- Magia (червень 2004)
- Terrorystan (серпень 2005)
- Pogodna (жовтень 2005)
- Punky Reggae live 2006 (лютий 2006)
- Piosenka leniwych słoni (серпень 2006)
- Krótka piosenka (серпень 2006)
- Punky Reggae live 2007 (лютий 2007)
- Corrida (січень 2008)
- Erato (березень 2008)
- Żywioły (березень 2008)
- Punky Reggae live 2009 (лютий 2009)
- Urwis (вересень 2009)
- Ferajna (листопад 2009)
- Prosto do nieba (березень 2009)